# Géza von Bolváry
Géza Maria von Bolváry nato Géza von Bolváry-Zhan (Budapest, 26 dicembre 1897 – Rosenheim, 10 agosto 1961) è stato un regista, sceneggiatore e attore ungherese naturalizzato austriaco, attivo soprattutto in Germania ed in Austria a partire dagli anni venti.

## Biografia
Nato a Budapest da una famiglia agiata, era figlio di un ricco industriale e proprietario terriero. All'età di diciassette anni, entrò nell'Accademia Militare Ludovica. Entrò successivamente nel Regio esercito ungherese per il quale combatté durante la prima guerra mondiale. Alla fine del conflitto lasciò l'esercito con il grado di Rittmeister.
Successivamente, dopo un breve periodo nel quale si guadagnò da vivere come giornalista freelance, entrò nel mondo del cinema del suo paese natale, allora appena agli albori, iniziando una carriera di attore. A partire dal 1920, girò numerose pellicole mute.

### Regista
Lasciò ben presto la recitazione, intraprendendo la carriera di regista. Dapprima per la casa di produzione Star Film, dove conobbe l'attrice ungherese Ilona Mattyasovszky che sposò nel 1923. Successivamente, nel 1922, fu assunto con un contratto di quattro anni dall'Emelka, la futura Bavaria Film di Monaco. Trasferitosi a Berlino, venne messo sotto contratto dalla casa cinematografica tedesca Fellner & Somlo per la quale diresse dal 1926 al 1928. Abbandonò la compagnia tedesca per trasferirsi a Londra dove lavorò circa un anno per la casa cinematografica britannica Associated British Picture Corporation (BIP).
Nel 1930 diresse Due cuori a tempo di valzer, con Walter Janssen e Willi Forst, il suo primo lavoro apprezzato dalla critica e dal pubblico a livello internazionale. Con questo film inaugurò un genere cinematografico che andò molto in voga tra gli anni trenta e gli anni quaranta, ovvero l'operetta musicale viennese di cui fu il principale rappresentante e per il quale si avvalse della collaborazione, oltre che del citato Forst, dello sceneggiatore Walter Reisch e del compositore Robert Stolz.
Tra il 1923 e il 1933 si dedicò soprattutto alla direzione di pellicole del genere commedia leggera, scoprendo talenti come Zarah Leander, Hilde Krahl, e Ilse Werner.
Dopo aver rifiutato un'offerta da parte della Metro Goldwyn Mayer, tornò a Berlino dove lavorò fino al 1933 per la Superfilm Berlin, e fino al 1935 per la Boston Films. Nel 1934 rappresentò alla Mostra Internazionale d'Arte Cinematografica di Venezia il suo paese d'origine con la pellicola Parata di primavera, che aveva come protagonisti Paul Hörbiger e Franciska Gaal.
Trasferitosi a Vienna, Géza von Bolváry lavorò con numerose case di produzione cinematografica austriache, tra le quali la Styria-Film, la Terra-Film e la Wien-Film. Dopo la seconda guerra mondiale si trasferì a Roma, dove lavorò per la Grandi Film Storici Cinopera fino al 1949. Nel 1948 ottenne la cittadinanza austriaca e si trasferì a Monaco di Baviera dove, a partire dal 1950, lavorò in qualità di produttore esecutivo della Starfilm, dirigendo numerosi film fino al 1958, anno della sua ultima pellicola.

### Ultimi anni e morte
Nel 1959 riscosse un grande successo come regista teatrale alla Wiener Volksoper per l'operetta Gräfin Mariza del compositore ungherese e suo compatriota Emmerich Kálmán.
Morì all'età di 63 per un infarto a Neubeuern, nel distretto bavarese di Rosenheim.

## Filmografia
- A Kétarcú asszony (1920)
- Tavaszi szerelem (1921)
- A Megfagyott gyermek (1921) - non accreditato
- Meseország (1922)
- Wüstenrausch (1923)
- Mutterherz (1923)
- Der Weg zum Licht (1923)
- Egy fiúnak a fele (1924)
- Mädchen, die man nicht heiratet (1924)
- Die Liebe der Bajadere (1925)
- Hochstapler wider Willen (1925)
- Die Königsgrenadiere (1925)
- Frauen, die nicht lieben dürfen (1925)
- Fräulein Mama (1926)
- Die Fürstin der Riviera (1926)
- Das deutsche Mutterherz (1926)
- Die Gefangene von Shanghai (1927)
- Der Geisterzug (1927)
- The Gallant Hussar (1928)
- Artisten (1928)
- Haus Nummer 17 (1928)
- Champagner (1929)
- La congiura delle beffe (The Vagabond Queen) (1929)
- The Wrecker (1929)
- Vater und Sohn (1929)
- Petit officier... Adieu! (1930)
- Sparviero azzurro (Der Erzieher meiner Tochter) (1930)
- Baldoria (Delikatessen) (1930)
- Due cuori a tempo di valzer (Zwei Herzen im Dreiviertel-Takt) (1930)
- Un tango per te (Ein Tango für Dich) (1930)
- La canzone è finita (Das Lied ist aus) (1930)
- Der Herr auf Bestellung (1930)
- Le allegre fanciulle di Vienna (Die lustigen Weiber von Wien) (1931)
- Il ratto di Monna Lisa (Der Raub der Mona Lisa) (1931)
- I cadetti di Vienna (Liebeskommando) (1931)
- Un bacio e una canzone (Ein Lied, ein Kuß, ein Mädel) (1932)
- Don Giovanni in tuta (Ich will nicht wissen, wer du bist ) (1932)
- Ein Mann mit Herz  (1932)
- Château de rêve (1933)
- Was Frauen träumen (1933)
- Notte d'amore sul Bosforo (Die Nacht der großen Liebe) (1933)
- Pardon, tévedtem (1933)
- Avventura a Budapest (Skandal in Budapest) (1933)
- Das Schloß im Süden (1933)
- La chanson de l'adieu (1934)
- Ich kenn' dich nicht und liebe dich (1934)
- Toi que j'adore (1934)
- Parata di primavera (Frühjahrsparade) (1934)
- Valzer d'addio di Chopin (Abschiedswalzer) (1934)
- Winternachtstraum (1935)
- Stradivari (1935)
- Es flüstert die Liebe (1935)
- Die Entführung (1936)
- Il castello di Fiandra (Das Schloß in Flandern) (1936)
- Pensionato di ragazze (Mädchenpensionat) (1936)
- La figlia del vento (Ernte) (1936)
- Lumpacivagabundus (1936)
- Serata tragica (Première) (1937)
- Fascino di Boheme (Zauber der Boheme) (1937)
- Der Unwiderstehliche (1937)
- Peccati d'amore (Finale o Die unruhigen Mädchen) (1938)
- Rinuncia (Spiegel des Lebens) (1938)
- La femmina del fiume (Zwischen Strom und Steppe) (1939)
- Tiszavirág (1939)
- Maria Ilona (Maria Ilona) (1939)
- Ballo all'Opera (Opernball) (1939)
- Caffè viennese (Wiener G'schichten) (1940)
- Ritorno (1940)
- Traummusik (1940)
- Baruffe d'amore (Rosen in Tirol) (1940)
- Il gioco del destino (Dreimal Hochzeit) (1941)
- Destino (Schicksal) (1942)
- L'amante del granduca (Die heimliche Gräfin) (1942)
- Der dunkle Tag (1943)
- Ein Mann mit Grundsätzen? (1943)
- Schrammeln (1944)
- Die tolle Susanne (1945)
- Die Fledermaus (1946)
- Wer bist du, den ich liebe? (1950)
- Hochzeitsnacht im Paradies (1950)
- Schwarze Augen (1951)
- Meine Frau macht Dummheiten (1952)
- Fritz und Friederike (1952)
- La figlia del reggimento (Die Tochter der Kompanie) (1953)
- Einmal kehr' ich wieder... Dalmatinische Hochzeit (1953)
- Mein Leopold o Ein Herz bleibt allein (1955)
- Ja, ja die Liebe in Tirol (1955)
- Schwarzwaldmelodie (1956)
- Was die Schwalbe sang (1956)
- Das Donkosakenlied (1956)
- Hoch droben auf dem Berg (1957)
- Il mondo è meraviglioso (Schön ist die Welt) (1957)
- Tutto si rimedierà (Es wird alles wieder gut) (1957)
- Zwei Herzen im Mai (1958)
- Das gab's nur einmal (1958)
- Schwarzwälder Kirsch (1958)
- Evviva la marcia di Redetzky (Hoch klingt der Radetzkymarsch) (1958)
- Ein Lied geht um die Welt (1958)